# NGC 5556
NGC 5556 is een balkspiraalstelsel in het sterrenbeeld Waterslang. Het hemelobject werd op 8 mei 1834 ontdekt door de Britse astronoom John Herschel.

## Synoniemen
- ESO 446-50
- IRAS 14176-2901
- MCG -5-34-9
- DDO 243
- UGCA 389
- AM 1417-290
- PGC 51245